# Frontier Martial-Arts Wrestling
Frontier Martial-Arts Wrestling, más conocido por su acrónimo, FMW, fue una promoción de la lucha libre profesional fundada en 1989 por Atsushi Onita. Se especializaba en lucha libre hardcore con armas tales como alambre de púas y fuego. FMW había tenido un breve acuerdo de trabajo con Extreme Championship Wrestling. FMW ha sacado 14 DVD a la venta en los EE. UU. por Tokyopop.

## Historia
En 1990, Onita tiene la primera pelea de jaula explosiva con alambre de púas con Tarzan Goto. Esta lucha inició una revolución llamada "garbage wrestling" entre las pequeñas organizaciones de Japón. A partir de ahí, Onita contrato algunos de los más renombrados luchadores hardcore, como Mr. Pogo, Mitsuhiro Matsunaga, Super Leather (Leatherface) y Kintaro Kanemura. En 1995, Onita tuvo su lucha de despedida contra un joven talento llamado Hayabusa. Esta lucha inició una era en la FMW, llamada Neo FMW, donde estrellas como Masato Tanaka, The Gladiator y Ricky Fuji tomaron parte en peleas de alto vuelo .Hayabusa se convirtió en la estrella central de la promoción ganando el título varias veces y luchando contra la mayoría del roster de la compañía. FMW también tuvo una próspera división de lucha libre femenina llevado primero por Shark Tsuchiya y luego por Megumi Kudo.
En virtud del nuevo presidente de la FMW Shoichi Arai, la promoción comenzó a flaquear. Arai señaló que le pondría fin a la lucha hardcore a favor de un estilo orientado hacia el entretenimiento basado en el de la WWE. Los antiguos campeonatos Brass Knuckles fueron abandonados y reemplazados con un sistema llamado World Entertainment Wrestling (WEW).
El 2001, en una lucha contra Mammoth Sasaki, Hayabusa intenta un "lionsault" desde la cuerda intermedia , pero al saltar este resbaló y cayó directamente sobre la lona rompiéndose el cuello y quedando paralizado. Se retiró, pero en realidad ha recuperado cierto control sobre sus piernas, un año después. A finales de 2001, Arai adeuda casi un millón de dólares a organizaciones influyentes en el Japón, más los rumores que decían que tenía lazos con la Yakuza (mafia japonesa). Consciente de que la promoción no iba a ningún lado, decidió finalmente cerrar sus puertas. FMW llega a su fin con un último show el 4 de febrero de 2002, y Shoichi Arai FMW declarada en quiebra el 15 de febrero de 2002. El 16 de mayo de 2002, Arai se ahorcó en un parque de Tokio usando su corbata, para así cobrar su seguro de vida y pagarle a los Yakuza.
Los campeonatos WEW de peso completo y de parejas fueron continuados por Fuyuki en sus promociones WEW y Fuyuki-Gun, y tras su muerte fueron traspasados a Yukihiro Kanemura quien los continuó en su promoción Apache Pro-Wrestling Army. Tras su retiro en 2016, los títulos WEW fueron traspasados a Tomohiko Hashimoto y su promoción Pro-Wrestling A-Team, quien los administra hasta la actualidad.